# جون ديفيس (سياسي أمريكي، مواليد 1826)
جون ديفيس (بالإنجليزية: John Davis)‏ هو سياسي أمريكي، ولد في 9 أغسطس 1826 في سبرينغفيلد في الولايات المتحدة، وتوفي في 1 أغسطس 1901 في توبيكا في الولايات المتحدة. نشط حزبياً في حزب الشعب والحزب الجمهوري. وقد انتخب عضو مجلس النواب الأمريكي.